# Basilica Sempronia
La basilica Sempronia fu una basilica civile dell'antica Roma, fatta erigere nel 170 a.C. per volere del censore Tiberio Sempronio Gracco (padre dei due famosi tribuni della plebe) da cui l'edificio trae il nome.

## Storia
La basilica venne costruita sul sito occupato dalla casa di Scipione l'Africano e da alcuni magazzini adiacenti, che il censore comprò grazie ai fondi messi a disposizione dai questori per la realizzazione di opere pubbliche. L'edificio era posizionato tra il tempio di Saturno e il tempio dei Dioscuri, dove il vicus Tuscus si immetteva nel Foro Romano.
Venne probabilmente distrutta da un incendio nel I secolo a.C. Al suo posto sorse la basilica Giulia, costruita sulle rovine della Sempronia nel 55 a.C. per volere dell'edile Lucio Emilio Paolo, fratello del triumviro Marco Emilio Lepido, che lo realizzò a nome di Cesare. La Basilica Giulia era più ampia della Sempronia in larghezza, avendo occupato anche la fila di Tabernae Veteres che si allineavano davanti alla basilica vera e propria.
Le Tavernae facevano pendant con le Tavernae Novae, che si trovavano simmetricamente sull'altro lato della piazza davanti alla basilica Emilia.